# لا توري د'إن بيسورا
بلدية لا توري د'إن بيسورا (بالإسبانية: Torre de Embesora)‏ (بالفالنسية:La Torre d'En Besora)، هي إحدى بلديات مقاطعة كاستيلون التي تقع في منطقة بلنسية، في شرق إسبانيا.
يبلغ عدد سكانها 189 نسمة وفقاً لإحصائية سنة (2006).